# Aérodrome de Saint-François
L'aérodrome de Saint-François ou aérodrome Amédée-Huyghues-Despointes (code IATA : SFC • code OACI : TFFC) est un aérodrome situé dans la commune de Saint-François en Guadeloupe.

## Histoire
En octobre 2019, l'aérodrome prend le nom de l'industriel et passionné d'aviation Amédée Huyghues-Despointes .

## Situation
L'aérodrome de Saint-François est situé à proximité immédiate du bourg. Il jouxte en particulier le terrain de golf de la commune, et les avions en phase d'atterrissage survolent la partie appelée Les Hauts-de-Saint-François, constituée d'une basse colline à l'origine inhabitée, mais sur laquelle se trouve maintenant un lotissement construit alors que l'aérodrome existait déjà.

## Installations
L'aérodrome dispose d'une piste en dur de 584 mètres (1 916 pieds), ainsi que d'un bâtiment en dur pouvant accueillir un poste de douane et un aéro-club. L'aérodrome dispose également d'un atelier de mécanique avion. Il n'existe pas d'installation de contrôle aérien.